# Louis d'Or
Pour les articles homonymes, voir Louis d'or.
 (septembre 2014).
Si vous disposez d'ouvrages ou d'articles de référence ou si vous connaissez des sites web de qualité traitant du thème abordé ici, merci de compléter l'article en donnant les références utiles à sa vérifiabilité et en les liant à la section « Notes et références ».
Louis d'Or est une marque exploitée pour identifier commercialement un fromage fermier de lait cru de vache produit biologiquement au Canada, dans la province de Québec à Sainte-Élizabeth-de-Warwick. C'est un fromage à pâte pressée cuite affiné 9 mois, 16 mois ou 24 mois. Cette marque appartient aux propriétaires de la ferme Louis d'Or.

## Distinctions et prix
- Gagnant du CASEUS Longaevi du concours Sélection Caseus 2014 et gagnant de 3 distinctions au Concours des fromages fins canadiens 2014, dont Meilleur fromage du Québec.
- CASEUS D’OR, CASEUS ÉMÉRITE et 1er prix de catégorie à la Sélection CASEUS et gagnant dans 2 catégories au Grand Prix des Fromages Canadien 2013.